# 在南スーダン日本国大使館
在南スーダン日本国大使館（ざいみなみスーダンにほんこくたいしかん、英語: Embassy of Japan in South Sudan）は、南スーダンの首都ジュバにある日本の大使館。

## 沿革
- 2011年7月9日、南スーダンがスーダンから独立し、日本が南スーダンの独立を承認する[1]
- 2011年7月9日、日本と南スーダンの間で外交関係が樹立され、在ジュバ日本国政府連絡事務所（在ジュバ日本政府連絡事務所、英語: Liaison Office of Japan in Juba）の開設が定められる[2]
- 2012年1月、在ジュバ日本国政府連絡事務所が開設され[3]、福島秀夫が連絡事務所長に就任する[4]
- 2012年8月、赤松武がハルツームの在スーダン日本国大使館参事官に就任し[5]、ジュバの連絡事務所長も併任する[3]
- 2013年7月1日、連絡事務所に代わってジュバに在南スーダン日本国大使館が開設される[2][6]
- 2013年7月1日、それまでジュバの連絡事務所長を務めていた赤松武が初代参事官兼臨時代理大使に就任する[7]
- 2013年11月28日、赤松武がサルバ・キール・マヤルディ大統領に信任状を捧呈して初代特命全権大使に就任する[8]

## 住所
| 所在地 | Plot No.514, 3-K, Tongping, Juba |
| 私書箱 | P.O. Box 467, Juba               |